# Девід Деніел Маркус

Девід Деніел «Міккі» Маркус (англ. David Daniel "Mickey" Marcus, 22 лютого 1901 — 10 червня 1948) — американський юрист і військовий діяч, полковник Армії США, що брав участь у Війні за незалежність Ізраїлю, один з найвідоміших учасників руху іноземних добровольців Махаль (івр. מח"ל), перший алуф (івр. אלוף, генерал) Армії оборони Ізраїлю.

## Ранні роки
Маркус народився 22 лютого 1901 в Нижньому Іст-Сайді, Нью-Йорк в родині дрібного торговця овочами Мордехая Маркуса та його дружини Леї (до шлюбу Гольдштейн), що емігрували з Ясс, Румунія. Він був п'ятим з шістьох дітей Модехая і Леї. 1910 року батько помер, лишивши обов'язок утримання родини на старших братів Міккі. Маркус відвідував Бруклінську середню школу для хлопців, був капітаном шкільних команд з бейсболу та футболу, 1918 року був визнаний кращим атлетом школи. По закінченні школи упродовж року відвідував нью-йоркський Сіті Коледж, завдяки успіхам у навчання та визначній спортивній підготовці, 1920 року вступив до Військової академії у Вест-Пойнті. 1923 року Маркус став міжуніверситетським чемпіоном з боксу у середній вазі.
1924 року Девід Маркус закінчив академію. Сполучені Штати в цей час скорочували армію після Першої світової війни і не мали потреби в офіцерах, отримати посаду було вкрай важко. Тільки 1925 року він отримав призначення другим лейтенантом у 16-й піхотний полк на острів Говернорс, у Нью-Йоркській бухті.
Під час виконання служби на першому призначенні Маркус відвідував вечірнє відділення Бруклінської школи права. 1926 року він отримав нове призначення, у Пуерто-Рико, подав у відставку з регулярної армії і був призначений другим лейтенантом польової артилерії Резервного корпусу. 1927 року Девід Маркус одружився зі шкільною вчителькою Еммою Чейсон. Того ж року здобув ступінь бакалавра і наступного року доктора у Бруклінській школі права.
З 1929 по 1933 рр. Маркус обіймав низку державних посад: молодший адвокат Казначейства, помічник прокурора Південного округу Нью-Йорка. 1934 року він став першим заступником директора, а 1940 року — директором Департаменту виправних установ Нью-Йорка.

## Під час Другої світової війни
1940 року Девід Маркус повернувся на військову службу. Він отримав звання капітана Військово-юридичної служби Національної гвардії Нью-Йорка, а після призначення на посаду військового прокурора 27-ї піхотної дивізії був підвищений до підполковника.
Після нападу Японії на Перл-Гарбор Маркус в березні 1942 року разом з 27-ою піхотною дивізією був передислокований на Гаваї, де виконував обов'язок виконавчого офіцера при командувачі дивізії. Навесні 1943 року він отримав призначення до Вашингтону, до новоствореного Відділу цивільних справ, на посаду начальника планування військової політики США щодо адміністрацій та урядів захоплених або звільнених країн. Полковник Маркус брав участь у формулюванні політики та процедур і супроводжував американські делегації на міжнародних конференціях в Каїрі, Квебеку, Тегерані й Думбартон-Оксі. У зв'язку з нагородженням медаллю «За видатні заслуги» відзначався суттєвий внесок Маркуса в розробку документації, пов'язаної з вторгнення та окупації Сицилії й Італії. В травні 1944 року полковник Маркус працював в Лондоні, у складі Верховного командування Союзних експедиційних сил. Задля докладнішого вивчення Відділом цивільних справ європейського театру військових дій, 8 червня 1944 року він прибув у Нормандію, в місце дислокації 101-ї повітряно-десантної дивізії. Впродовж кількох тижнів він був свідком звільнення нормандського містечка Карантана, мав можливість спостерігати за початковими діями військово-цивільної адміністрації і реалізацією планів щодо звільненої території. Після повернення до Вашингтону, Маркус працював над документами для Організації Об'єднаних Націй, актами про капітуляцію Німеччини та Японії, а також післявоєнною політикою військових адміністрацій.
Наприкінці війни на запит військового губернатора американської зони окупації Німеччини полковник Маркус був викликаний для роботи в європейській штаб-квартирі армії США. Він обійняв посаду заступника начальника і виконавчого офіцера Відділу внутрішніх справ та зв'язку Керівної ради окупаційної групи США. У липні 1945 р. полковник Маркус став заступником військового губернатора Берліна і відповідав за координацію дій з британськими, французькими та радянськими представниками в чотиристоронній раді з військового контролю. Значна частина його діяльності в цей час була присвячена поліпшенню умов для величезної кількості переміщених осіб в Європі. Він повернувся до Вашингтона в лютому 1946 року для організації правової інфраструктури відділу військових злочинів. Впродовж восьми місяців він добирав суддів, прокурорів, судових чиновників та адвокатів для ведення судового процесу з військових злочинів у Нюрнберзі та у Міжнародному військовому трибуналі на Далекому Сході.
На початку 1947 року полковник Девід Маркус мав отримати звання бригадного генерала, йому запропонували посаду військового аташе в американському посольстві в Москві. Проте Маркус обрав повернення до цивільного життя і пішов у відставку.

## Під час Війни за незалежність Ізраїлю

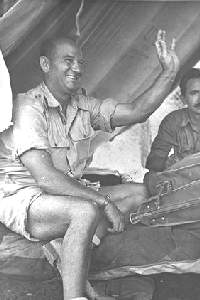
Девід Маркус 1948 р.

У грудні 1947 року в Нью-Йорку представник Тимчасового єврейського уряду Шломо Шамір звернувся до Маркуса за допомогою у пошуках американських офіцерів для організації і навчання армії майбутньої ізраїльської держави. Девід Маркус погодився допомогти у пошуках, але згодом виявилось, що він сам є головним кандидатом.
Під псевдонімом «Майкл Стоун», аби уникнути конфлікту з британською владою, Маркус прибув до Палестини в січні 1948 року. Організація Об'єднаних Націй вже проголосувала за розподіл Палестини на окремі єврейську та арабську держави, який мав статися 1 жовтня 1948 року. До 1 серпня 1948 року діяв мандат Великої Британії, яка повинна була зберігати контроль над Палестиною. З 1945 року обидві сторони вели безперервну партизанську війну один проти одного і проти британців.
За безпосереднім дорученням Давида Бен-Гуріона Маркус оглянув країну, відвідав бази Хагани, розглянув систему керування військами та оцінив навчальні програми. Він висунув рекомендації, щодо заходів, потрібних для перетворення партизанської армії на сучасну регулярну. Маркус рекомендував прийняти основною структурною формою Хагани самозабезпечену бригаду, він розробив командну структуру Хагани, адаптуючи досвід американської армії до особливих місцевих потреб. Для забезпечення навчальної програми Хагани Маркус намагався доправити до країни навчальні посібники зі Сполучених Штатів. Коли це не вдалося, він особисто написав по пам'яті власні навчальні посібники, спеціально розроблені для потреб молодої єврейської армії.>
У квітні Маркус короткочасно повернувся до Сполучених Штатів відвідати хвору дружину і знов опинився в Палестині на початку травня. Британці, втомлені партизанськими діями, вирішили достроково, 15 травня, припинити свої повноваження щодо мандату в Палестині. 14 травня 1948 року Ізраїль проголосив про свою незалежність. Протягом декількох годин дві єгипетські бригади, підтримані танками та артилерією, увійшли до пустелі Негев. Для посилення бригади «Негев» на південь був відправлений невеликий контингент із 30 джипів, обладнаних кулеметами та радіозв'язком, а також піхотна рота на вантажівках. Маркус супроводжував підрозділ як радник.
Арабський легіон, що в цей час контролював перехрестя Латрун, відрізав будь-яке сполучення з Єрусалимом. 25 травня єврейські підрозділи зі значними втратами атакували Латрун, але успіху не мали. Ізраїльське керівництво дійшло висновку, що військам бракує об'єднаного командування. З огляду на це, 28 травня 1948 року Маркус отримав звання алуф (генерал) і був призначений тимчасовим урядом командувати Єрусалимським фронтом у складі 7-ї бригади, бригад Етціоні і Харель. Маркус взяв участь у плануванні та командуванні нової атаки на Латрун 30 травня. Ця операція, що мала назву «Бін Нун Бет», а також наступна операція «Йорам» також зазнали поразки. 26 травня патрулі 7-ї бригади, яка щойно зайняла поселення Бейт-Сусін, розвідували місцевість в напрямку єрусалимських висот і зустрілися з патрулями бригади Харель, які просувалися з Єрусалима до узбережжя. Виявилося, що розташування двох бригад розділяла тільки вузька гориста смуга, тому 7-ма бригада рекомендувала прокласти дорогу, яка зв'язала б їх. Міккі Маркус, Шломо Шамір та Хаїм Герцог провели рекогносцировку і надали Бен-Гуріону план майбутньої траси. Нова дорога, що отримала назву «Бірманської», мала з'єднати ділянки головної дороги на Єрусалим в обхід панівних ворожих висот Латруну. Маркус, як командувач, ніс відповідальність за створення Бірманської дороги і організацію будівництва.

## Смерть

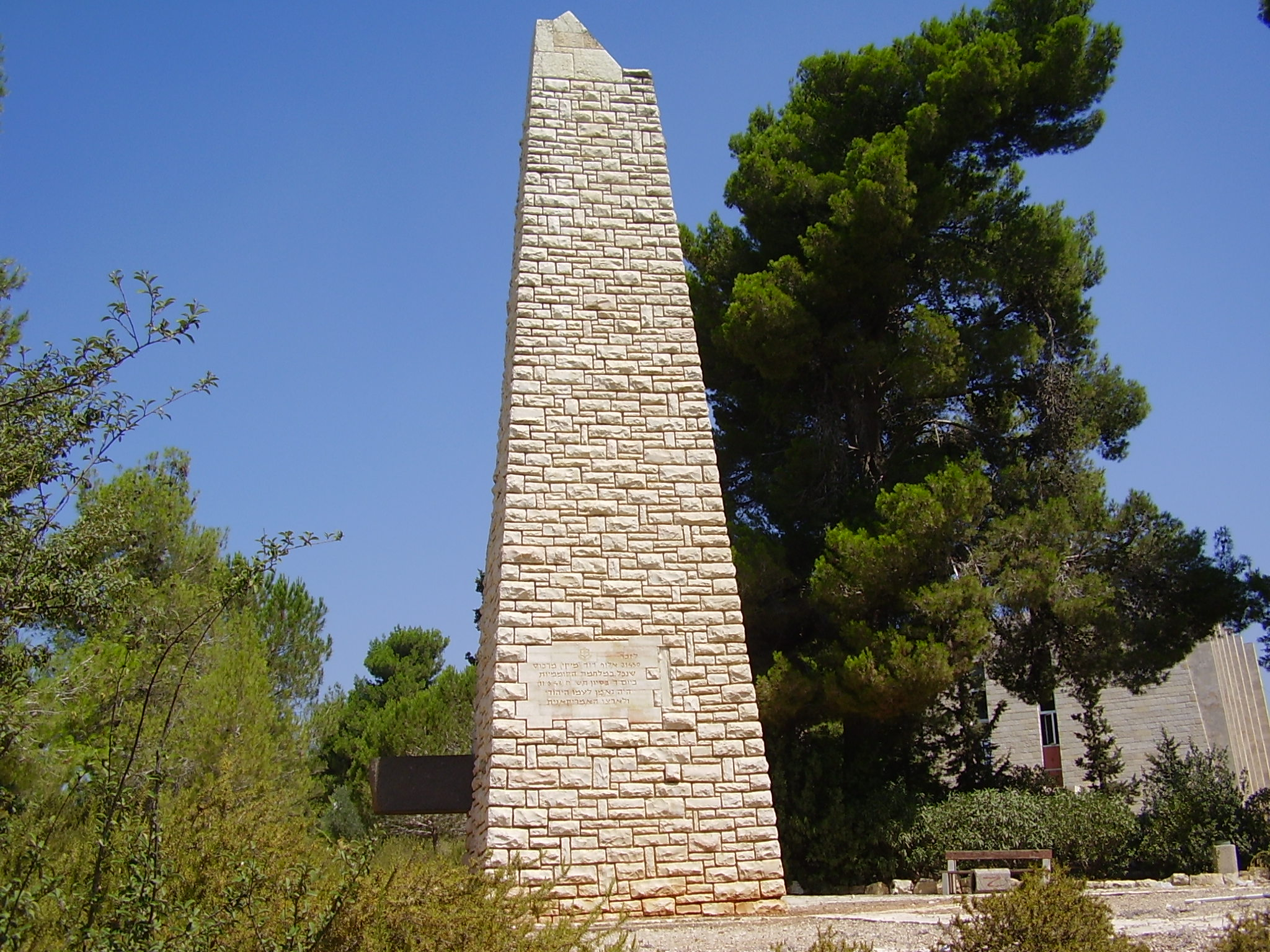
Пам'ятник Девіду Маркусу поблизу селища Абу-Гош

Напередодні набуття чинності припинення вогню під егідою ООН Девід Маркус трагічно загинув від дружнього вогню. Вночі з 10 на 11 травня Маркус перебував з бійцями Пальмаху в Абу-Ґоші й вийшов в темряві за межі табору, загорнувшись у ковдру. Коли він повертався, вартовий гукнув його на івриті, він відповів англійською і перестрибнув через кам'яну огорожу. Вартовий, нещодавній іммігрант, не розумів англійської, проте знав про її використання в Арабському легіоні. Він відкрив вогонь і влучив Девіду в серце.
Труну з його останками, у супроводі двох ізраїльських офіцерів, Моше Даяна і Йосефа Гамбургера, перевезли до Сполучених Штатів. 2 липня 1948 Девіда Маркуса поховано на військовому цвинтарі у Вест-Пойнті.

## Пам'ять

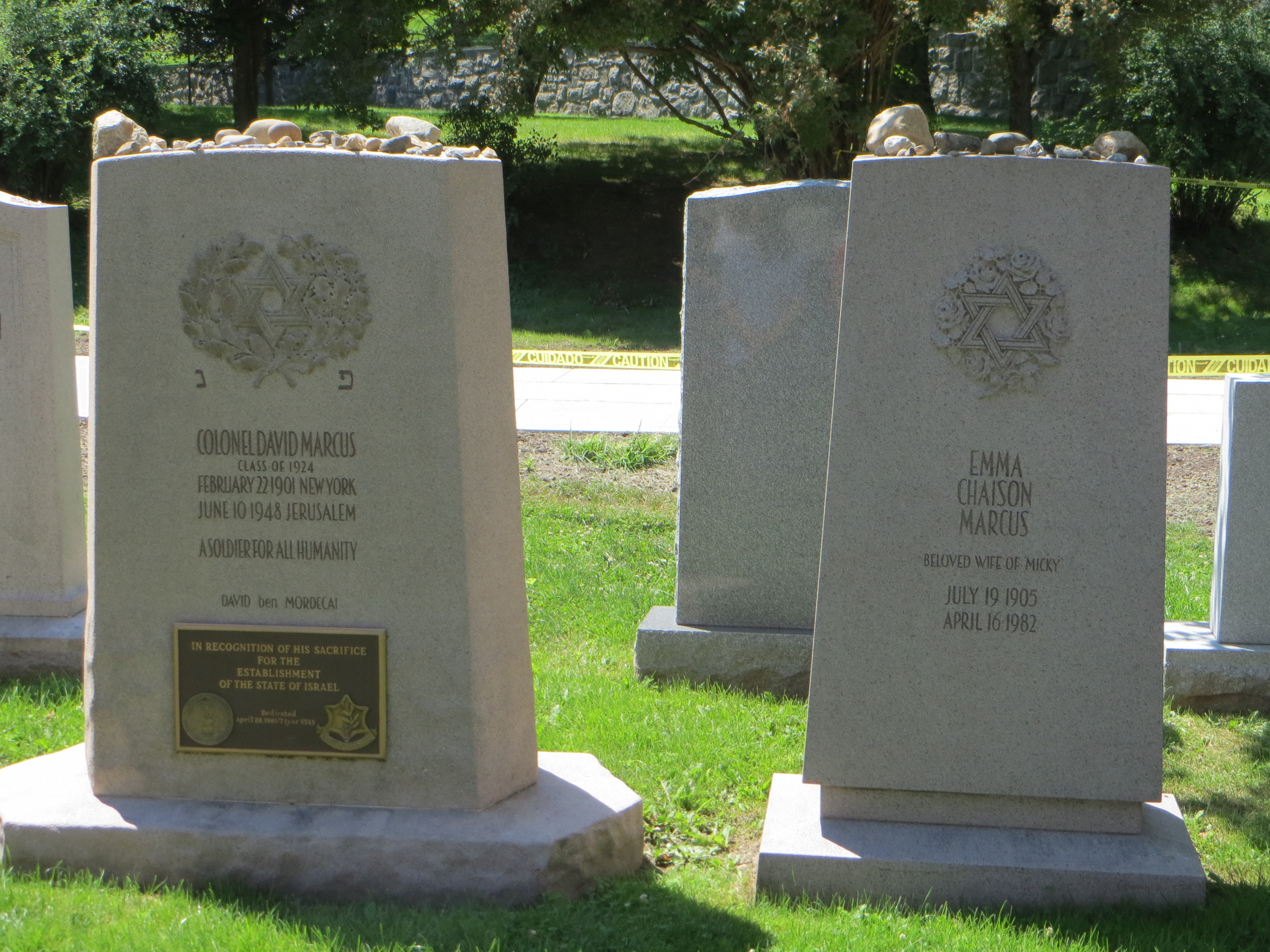
Могила Девіда Маркуса у Вест-Пойнті

Девід Деніел Маркус похований на цвинтарі військової академії Вест-Пойнт, Нью-Йорк. Він єдиний американський громадянин похований на цьому цвинтарі, що загинув під іноземним прапором. На надгробку написано: «Полковник Девід Маркус — солдат всього людства» (англ. "Colonel David Marcus — a Soldier for All Humanity".
На честь Маркуса названі вулиці в Ізраїлі, район Неве Давид в Тель-Авіві й заснований 1948 року кібуц Мішмар-Давид.

## Міфи та легенди
Життєпис Девіда Маркуса значною мірою міфологізований завдяки художній біографії Теда Беркмана Cast a Giant Shadow: The Story of Mickey Marcus Who Died to Save Jerusalem (1962), художньому фільму Cast a Giant Shadow (1966) режисера Мелвілла Шейвелсона з Кірком Дугласом у головній ролі, та численним нарисам, що містять не відповідні дійсності деталі його життя.
Девід Маркус не «керував Школою рейнджерів, через яку пройшло 8000 американських бійців» на Гаваях, хоча й доклав зусиль до організації дивізійного тренувального табору 27-ї піхотної дивізії («a division-wide, ranger-type training camp in Hawaii»).
Він не стрибав «вночі 6 червня 1944 року вперше в житті з парашутом» разом з повітряним десантом, а прибув в Нормандію двома днями пізніше на кораблі, і не брав участі в бойових діях під час Операції «Оверлорд», хоча й перебував у безпосередній близькості від зіткнень.
Девід Маркус був військовим юристом Civil Affairs Division (CAD) в армії США, що сумлінно виконував свої обов'язки, штабним офіцером і радником в армії Ізраїлю, добрим організатором і, за відгуками оточення, належав до небагатьох командирів-добровольців, що змогли пристосуватися до невідповідної нормам і погано організованої єврейської армії партизанського типу.